# Eddie Bo

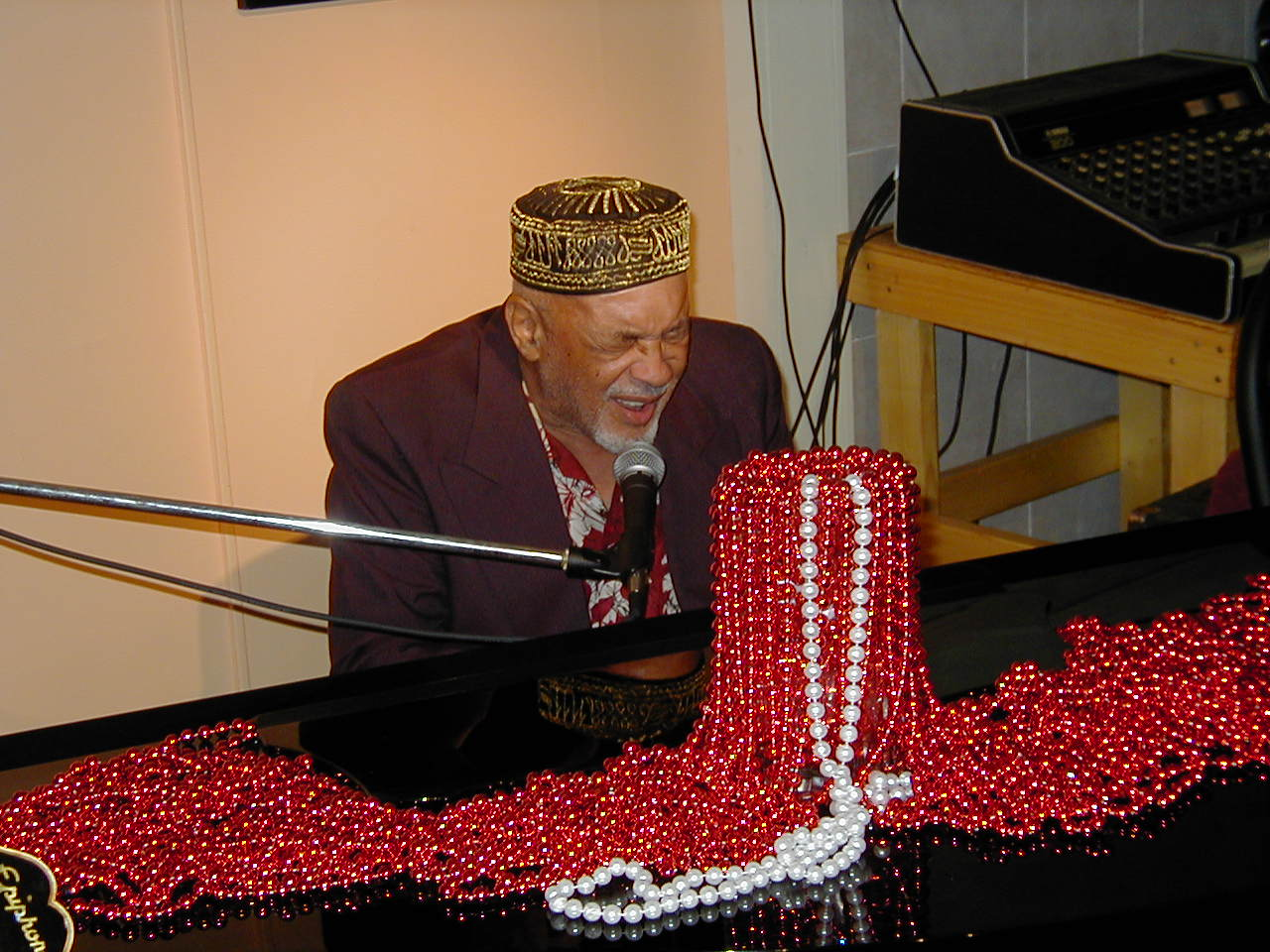
Eddie Bo in 2004

Eddie Bo, eig. Edwin Joseph Bocage, (New Orleans, 20 september 1930 - aldaar, 18 maart 2009) was een Amerikaans jazzmuzikant uit de R&B-scene van New Orleans.
Bo stamde uit een muzikale familie en studeerde piano in zijn geboortestad. In de jaren 1950 was hij begeleider van Big Joe Turner, Earl King, Guitar Slim, Johnny Adams, Lloyd Price, Ruth Brown, Smiley Lewis en The Platters op tournees. Op het einde van de jaren 1960 en in de jaren 1970 was Eddie Bo actief als zanger, songwriter, producent en pianist. Hij kwam met platen uit als Check Mr Popeye (1961), Hook and Sling (1969) en Check Your Bucket (1970) in de hitlijsten. Een aantal van zijn liedjes werd door muzikanten als Little Richard (Slippin’ and Slidin'), Etta James (My Dearest Darling) en Tommy Ridgley (In the Same Old Way) overgenomen. Als producent en arrangeur werkte hij voor Al “Carnival Time” Johnson, Art Neville, Chris Kenner, Chuck Carbo, Irma Thomas, Johnny Adams, Mary Jane Hooper, Robert Parker, The Vibrettes en The Explosions.
Hij nam plaatjes op met de Dirty Dozen Brass Band en ging op tournee met Willy DeVille, op wiens albums Victory Mixture en Big Easy Fantasy hij te horen is. Met Raful Neal en Rockin’ Tabby Thomas had hij sinds de jaren 1990 projecten lopen als The Louisiana Legends, The District Court en The Hoodoo Kings. Hij stierf in maart 2009 aan een hartaanval.

## Discografie (selectie)
- 1995: New Orleans Solo Piano
- 1996: Shoot from the Root
- 1997: Hook & Sling

- Bibliothèque nationale de France: cb15073269j (data)
- Gemeinsame Normdatei: 13502689X
- International Standard Name Identifier: 0000 0001 1069 7460
- Library of Congress Control Number: n93019575
- MusicBrainz: 10317c4b-4543-43a1-83fd-083ad3e60831
- Système universitaire de documentation: 244143633
- Virtual International Authority File: 70599466
- WorldCat: E39PBJkTbM8fb8mDtKrwbqgYfq